# 시사프로젝트 통
시사프로젝트 통은 매주 금요일 밤 11시 40분에 대전 KBS 1TV로 방송된 텔레비전 프로그램이다.

## 기획 의도
생활 속 사회 현안을 토론하는 텔레비전 프로그램이다.

## 방송 시간
| 방송 채널    | 방송 기간                          | 방송 시간                           |
| ------------ | ---------------------------------- | ----------------------------------- |
| 대전 KBS 1TV | 2012년 8월 3일 ~ 2013년 4월 5일    | 매주 금요일 밤 10:00 ~ 10:45 (45분) |
| 대전 KBS 1TV | 2013년 4월 11일 ~ 2013년 10월 17일 | 매주 목요일 밤 11:00 ~ 11:30 (30분) |
| 대전 KBS 1TV | 2013년 10월 26일 ~ 2014년 8월 30일 | 매주 토요일 저녁 7:10 ~ 7:45 (35분) |
| 대전 KBS 1TV | 2014년 9월 5일 ~ 현재              | 매주 금요일 밤 11:40 ~ 12:20 (40분) |

## 방송 회차
| 회차 | 방송일           | 제목 (원제)                                                |
| ---- | ---------------- | ---------------------------------------------------------- |
| 1    | 2012년 8월 3일   | 지방권력 '통'하였느냐!                                     |
| 2    | 2012년 8월 10일  | 정글스토리! 큰상인 VS 작은상인                             |
| 3    | 2012년 8월 31일  | 태풍 '볼라벤'이 남긴 것                                    |
| 4    | 2012년 9월 7일   | 취업전쟁, 스펙질주                                         |
| 5    | 2012년 9월 14일  | 아동성범죄                                                 |
| 6    | 2012년 9월 28일  | 가족                                                       |
| 7    | 2012년10월 5일   | 대리운전, 남은 건 한숨 뿐                                  |
| 8    | 2012년10월 19일  | 세금블랙홀 금강수변공원                                    |
| 9    | 2012년 10월 26일 | 억 소리나는 지역축제, 남는 건?                             |
| 10   | 2012년 11월 2일  | 도청이전 빛과 그림자                                       |
| 11   | 2012년 11월 9일  | 의료 사각지대, 산부인과 분만실                             |
| 12   | 2012년 11월 16일 | 불 붙은 뇌관, 시한폭탄 가계부채                            |
| 13   | 2012년 11월 23일 | 우리나라에서 비정규직으로 산다는 것                        |
| 14   | 2012년 11월 30일 | 태안 유류피해 그 후 5년                                    |
| 15   | 2012년 12월 7일  | 뜨거운 감자, 대전 도시철도 2호선                           |
| 16   | 2012년 12월 14일 | 충청의 선택, 대선을 가른다.                                |
| 17   | 2012년 12월 21일 | 대전, 충남을 달군 2012년 뉴스                              |
| 18   | 2013년 1월 11일  | 2013년, 충청의 꿈                                          |
| 19   | 2013년 2월 1일   | 노인자살률 1위, 충남! 그 씁쓸함에 대하여                   |
| 20   | 2013년 2월 8일   | 상수도 위탁논란, 그 핵심을 파헤친다                        |
| 21   | 2013년 2월 15일  | 충남, 환황해 경제시대를 열다                               |
| 22   | 2013년 2월 22일  | 유성기업 노동자의 절박한 외침                              |
| 23   | 2013년 3월 8일   | 돼지값 파동, 그 불편한 가격방정식                          |
| 24   | 2013년 3월 15일  | 대안학교를 보는 두 시선                                    |
| 25   | 2013년 3월 22일  | 환자 쟁탈전, 위기의 지역병원                               |
| 26   | 2013년 3월 29일  | 문제 있는 돈, 출산장려금을 고발한다                        |
| 27   | 2013년 4월 5일   | 무분별한 위치추적신고 긴급상황이 두렵다                    |
| 28   | 2013년 4월 11일  | 무상보육 원년, 말로만 보육평등?                            |
| 29   | 2013년 4월 18일  | 스마트폰 중독, 내 마음의 올가미                            |
| 30   | 2013년 4월 25일  | 위기의 고려인삼 가짜 홍삼파동                              |
| 31   | 2013년 5월 9일   | 보이지 않는 폭력, 공동주택 층간소음                        |
| 32   | 2013년 5월 16일  | 시민 혈세 먹는 대전천변고속화도로                          |
| 33   | 2013년 5월 23일  | 나도 대한민국 국민이고 싶다                                |
| 34   | 2013년 5월 30일  | 당신은 누구를 위해 프랜차이즈 창업을 하는가?               |
| 35   | 2013년 6월 6일   | 이유 있는 분노! 폐기물 매립장 실태보고                     |
| 36   | 2013년 6월 20일  | 노인 일자리, 길은 있다                                     |
| 37   | 2013년 8월 1일   | 출범 1년, 세종시는 지금...                                 |
| 38   | 2013년 8월 8일   | 무법천지 몸살 앓는 피서지                                  |
| 39   | 2013년 8월 15일  | 농협, 농민을 울리다                                        |
| 40   | 2013년 8월 22일  | 금강 살리기 사업1년 얻는 것 잃는 것 남겨진 것              |
| 41   | 2013년 8월 29일  | 치안수요 증가 경찰인력 제자리 그 해법과 과제는?            |
| 42   | 2013년 9월 12일  | 불편한 이웃 서천군 vs 군산시                               |
| 43   | 2013년 9월 26일  | 마지막 9개월 염홍철의 과제                                 |
| 44   | 2013년 10월 10일 | 서민 잡는 전세난 8.28부동산대책 그 후                      |
| 45   | 2013년 10월 17일 | 아파트 관리비는 눈먼 돈?                                   |
| 46   | 2013년 10월 26일 | 아파트를 흔드는 검은 손                                    |
| 47   | 2013년 11월 2일  | 노인, 그 고독한 생과 사                                    |
| 48   | 2013년 11월 16일 | 개봉박두 삼성고 빛과 그림자                                |
| 49   | 2013년 11월 23일 | 세종시 이주 공무원 특별분양권 주거 안정과 부동산 투기 사이 |
| 50   | 2013년 12월 7일  | 누구를 위한 용역 보고서인가?                               |
| 51   | 2013년 12월 14일 | 창조경제 성공의 조건                                       |
| 52   | 2013년 12월 21일 | 실종 내 가족을 찾습니다                                    |
| 53   | 2013년 12월 28일 | 2013년, 통하였는가?                                        |